# Покрет за заштиту људских права
Покрет за заштиту људских права је организација за заштиту људских права којa је своје активности започела 1. марта 1975. године као Директна акција за самозаштиту. Као политичка странка на републичком, а потом и на савезном нивоу, регистрован је 21. августa 1990. године.
Oдлуком својих оснивача и чланова oд 12. фебруара 2010. године постао је Удружење грађана (Aгенција за привредне регистре, Станка Пауновића 70, 11090 Београд, матични број: 28008490, датум oснивања:12. 2. 2010).

## Историјат
Покрет за заштиту људских права започео је своје активности 1. марта 1975. као неформална асоцијација бораца за људска права – Директна акција за самозаштиту, устајући у одбрану угрожених права оснивача и нудећи помоћ свим грађанима који се обрате у вези с повредом њихових права из радног односа, становања, пред судовима, у образовним установама или када им је угрожена лична безбедност – због изражавања мишљења, социјалног порекла или неког другог ненасилног разлога. 
Првог јуна 1975. Јосипу Брозу Титу достављен је допис са обавештењем да се криза убрзава и продубљује. Упућен је 16. октобра 1978. године допис Четвртом конгресу лекара Југославије у Сарајеву са упозорењем да долази до политизације медицине.
Тридесетог априла 1981. године песник Драгољуб Игњатовић, правник Голуб Бакић и економиста Томислав Крсмановић основали су неформалну и хуманитарну асоцијацију – Акцију за борбу против злоупотребе психијатрије и медицине у политичке сврхе, која је настала из претходне Директне акције за самозаштиту и чији је циљ био мало другачији, као што је назначено у називу – борба против злоупотребе медицине и психијатрије у политичке сврхе супротне здрављу и оздрављењу. Активности су се састојале у прикупљању документације и контактима с државним органима, здравственим установама, послодавцима и породицама у расправама и тражењима решења, координацији активности, обавештавању јавности и различитим могућим облицима подршке жртвама.
Септембра 1984. године упућен је апел јавности да би се привукла пажња на лоше здравствено стање политичких затвореника и бораца за људска права.
Активности две претходне неформалне асоцијације временом су прерасле у Комитет за заштиту људских права, такође неформалну скупину, основану 26. децембра 1986. године.

## Политичка странка
Омасовљавањем током 80-их година из ова три неформална удружења за људска права настао је Покрет за заштиту људских права. Решењем Републичког секретаријата за правосуђе и управу, број 00 34/90.07 од 2. августа 1991. године, Покрет за заштиту људских права регистрован је као политичка странка у Србији, а потом и на нивоу Југославије. Учествовао је на нерегуларним вишестраначким изборима у Србији и Југославији од 1990. до 1997. године. Републичка изборна комисија је 19. новембра 1990. године (Решење 02 Број 013-127/90) потврдила кандидатуру Томислава Крсмановића за председника Републике коју је поднео Покрет за заштиту људских права, који је имао своје кандидате за народне посланике све до 1997. године).
Покрет за заштиту људских права као политичка странка имао је Статут.
Активности су садржане у Програму Покрета за заштиту људских права.
Покрет за заштиту људских права је тада имао свој страначки лист.
Форум људских права је основан 22. маја 2000. године са циљем да промовише људска права. У том тренутку је имао више од 400 чланова, а касније 261 члана.

## Активности
На почетку активности Покрета за заштиту људских права одвијале су се у врло сложеним околностима. Тињајућа криза почетком 1970-их година све више је узимала маха, јачале су центрифугалне силе и републички сепаратизми, дошло је до побуне на Косову, широм земље обесправљени народ почео је да диже главу и захтева своја права. Економија растрзаване Југославије претила је колапсом. Југославија је тих година постепено губила углед у свету, али је још увек имала поштовалаца, нарочито њен легендарни лидер Јосип Броз Тито. Народ је био преплашен и неспреман да се иоле енергичније одупре обесправљености. 
Грађани су постепено сазнавали за постојање Покрета за заштиту људских права. По први пут после Другог светског рата, уместо да се обраћају бирократским бироима за притужбе и жалбе, охрабрени почели су све чешће да се обраћају Покрету за заштиту људских права захтевима за подршку да остваре своја погажена права. Један од најважнијих циљева Покрета за заштиту људских права у то време постала је осмишљена акција подршке жалиоцима, што је обично било веома тешко остварити у иоле довољној мери.
Ова тада неформална асоцијација за одбрану људских права одредила је себи за циљ да упозна јавност да у земљи постоје масовна дискриминација и прогони грађана, а да се о томе ћути.
Трећег децембра 1981. године полиција је запленила рукопис књиге Томислава Крсмановића Злоупотреба психијатрије у политичке сврхе.
Неколико година касније, 2. априла 2000. камионом је одвезла архиву Покрета за заштиту људских права у непознатом правцу. Од тада се води спор да се одузето врати.

## Неформална репресија. Дубока држава.
У својим обраћањима и апелима јавности Покрет за заштиту људских права је указивао на тешко стање у затворским установама  све више се ангажујући у одбрани жртава вербалног деликта и политичких прогона.
Покрет за заштиту људских права трудио се да необавештену јавност и склеротичну формалну бирократску структуру, огрезлу у вишедеценијској колотечини самовоље и привилегија, упути у то да у земљи влада тиха, неформална репресија, коју је поредак врло умешно скривао. У том смислу, на дневни ред ставио је тзв. ванправне инструменте репресије и прогона људи на званичној слободи без формалног лишавања слободе.
Ова скупина бораца за људска права имала је, тако је све до данашњих дана, изворно есенцијалну сурвивалистичку димензију. 
Сарадници Покрета за заштиту људских права иступали су пред дипломатским представницима и страним новинарима акредитованим у Београду, обраћали су се појединим међународним организацијама, ОУН, Унеску и владама појединих држава, с тврдњама да у Југославији постоји паралелна власт, да тзв. дубока држава масовно крши људска права, али да то укрива  да би очувала демократску фасаду.
Ставови Покрета за заштиту људских права били су у земљи оспоравани.
Додатно самопоуздање улио је др Андрија Гамс, угледни професор Правног факултета у Београду, потоњи члан Одбора за одбрану слободе мисли и изражавања при САНУ, који је крајем 60-их и почетком 70-их година публиковао научни оглед којим је устврдио исто оно што су јавно саопштавали сарадници Покрета за заштиту људских права, због чега су били нападани као параноични и душевно уздрмани – да постоје значајне заблуде о природи и опсегу репресије у Југославији у поређењу са СССР. Док у СССР-у опстаје видљива стаљинистичка репресија, гулази, егзекуције, дотле је репресија у Југославији дискретнија и мање видљива, прикривена, али ништа мање опасна.
У почетку у свету није било довољно разумевања, поверења и подршке. Ипак, међународне организације су постепено почињале да испољавају интерес за њихове активности  (дописи француске организације Комитет за борбу против специјалних психијатријских болница у СССР-у и Центра за људска права ОУН од 1. новембра 1977. године, Казнена психијатрија – Ко је овде луд, стр. 75, Сага о ...ићима, четврти том, Сусрет са индијским политичарем професором Вирандром, 24. 11. 1979, стр. 95).
У тадашњој борби за разобличавање злоупотреба људских права посебан подстрек дала је објава Чехословачке повеље људских права из 1977. године, којом је група чехословачких дисидената, на челу са потоњим председником Чехословачке Вацлавом Хавелом, саопштила исто оно што је заговарао и Покрет за заштиту људских права – да земљом владају неформалне структуре (дубока држава). Са циљем да у земљи успоставе недовољно препознатљив надзор над грађанима  (https://www.google.com/search?client=firefox-b-d&q=povelja+77+%C4%8De%C5%A1kih+i+slova%C4%8Dkih+intelektualaca, Ванправни инструменти политичке репресије, Сага о ...ићима, четврти том, стр. 322–324).
Иступали су пред дипломатским представницима и страним новинарима акредитованим у Београду, међународним организацијама, ОУН, Унеску и владама појединих држава, са упорним и све аргументованијим тврдњама да се у Југославији дубоко ушанчила паралелна власт, да дубока држава масовно крши људска права, али да то вешто прикрива да би очувала демократску фасаду  (Сага о ...ићима, четврти том; Кланови и клике – средство друштвене контроле, стр. 793–802; Укривање прогона мишљења, стр. 1038–1040; Сага о ...ићима, пети том, стр. 740).
Активисти Покрета за заштиту људских права су током 80-их и 90-их година покретали петиције које су потписивали многобројни грађани, окупљали борце за људска права и дисиденте, подржавали жртве кршења њихових права, сарађивали са различитим одборима и групама дисидената из ондашње СФРЈ, организовали јавне трибине и протесте (Сага о ...ићима, четврти том; Тајна завера Југославије против Југославије, из дана у дан. Виђено изнутра од инсајдера; Председништву СФРЈ – Петиција од 2. јуна 1984, стр. 516–520, 1192). 
Крајем 80-их година Покрет за заштиту људских права био је оснивач Удружења подстанара  (Сага о ...ићима, четврти том, стр. 990, 1097). Почетком 90-их на масовном митингу на Тргу републике у Београду покрет је по први пут обзнанио да је поредак запленио девизну штедњу, наводно ради одбране земље, док су, у ствари новац присвојили тајкуни и изнели на Кипар  (Сага о ...ићима, пети том, 1993–2004, стр. 100–102, http://enlite.org/sage/5.pdf). 

## Сарадња са борцима за људска права
Савет ове неформалне скупине за људска права заузео је становиште да треба успоставити сарадњу са САНУ, УКС – Удружењем књижевника Србије, борцима за људска права и дисидентима не само у Београду него широм ондашње Југославије (Сага о ...ићима, четврти том, стр. 1051–1052, учешће на скупу Коалиције за људска права у Сарајеву 25. априла 1989. године, са Доброславом Парагом, стр. 670–673).
Томислав Крсмановић је октобра 1970 године и касније успоставио контакт са члановима САНУ  (и то са академиком Владимиром Дедијером, Сага о ...ићима, четврти том, стр. 97–102. Након тога су обављани разговори са професорима Љубомиром Тадићем 17. децембра 1986, стр. 560–561, Миладином Животићем, стр. 562, са књижевником Бориславом Михајловићем Михизом, стр. 426, са представницима Удружења књижевника Србије, стр. 427–429, са Одбором за одбрану слободе мисли и изражавања при САНУ 10. новембра 1984, стр. 547–550, 554–557, са академиком Мићом Поповићем, стр. 695–697, са професором Андријом Гамсом, стр. 698–700, са Драгославом Михаиловићем, стр. 708–712, 1087; допис САНУ 19. новембра 1987. године, стр. 838–847. Уследило је познанство са професором Костом Чавошким, академиком Матијом Бећковићем, Покрет за заштиту људских права се обратио владици шабачком Лаврентију маја 2005 године, Сага о ...ићима, шести том, 1979–1992. године, стр. 199–200, http://enlite.org/sage/6.pdf). 
Господин Десимир Тошић, угледни припадник дијаспоре у Енглеској, политички емигрант, уредник емигрантског листа Наша реч, са боравком у Енглеској, имао је значајну улогу у окупљању бораца за демократију у тадашњој Југославији. Читајући овај емигрантски мини-часопис који је објављивао податке о дисидентима и борцима за људска права из целе тадашње Југославије, јавни прегаоци за демократију сазнали су једни за друге, што је олакшало успостављање контаката и сарадње  (Сага о ...ићима, четврти том, стр. 211, 212, 249, 485, 486, 643, 713, 872).
Захваљујући Нашој речи активисти Покрета за заштиту људских права успоставили су сарадњу са професором Костом Чавошким, којем је Томислав Крсмановић уручио документацију о 24 случаја злоупотребе психијатрије у политичке сврхе, што је био преломни догађај у делатности Покрета за заштиту људских права, заслужан за његов све већи углед. На основу ове документације професор Коста Чавошки је 15. фебруара 1985. године публиковао Прелиминарни извештај о злоупотреби психијатрије у политичке сврхе  (Одбор за одбрану слободе мисли и изражавања, Саопштења и други документи, Коста Чавошки (прир.), Службени гласник, 2009, стр. 343–356). 
Након тога ово питање је изнео пред Одбор за одбрану слободе мисли и изражавања САНУ у Београду, који је 6. јануара 1986. године издао саопштење којим је оптужио поредак да злоупотребљава психијатрију у политичке сврхе  (Сага о ...ићима, четврти том, стр. 616–629, 634, 641–649, 654–678, Томислав Крсмановић, Према компаративној анализи психијатријске репресије у Совјетском Савезу и Југославији, стр. 854–871, Интервју Косте Чавошког часопису Дуга, стр. 1081, 1082).

## Злоупотреба психијатрије у политичке сврхе
Почетком 80-их година Покрет за заштиту људских права проследио је обимну документацију о злоупотребама психијатрије у политичке сврхе књижевници Биљани Јовановић, врло активној у оквиру УКС-Удружењу књижевника Србије, борцу против злоупотребе психијатрије, кћерки познатог политичара Батрића Јовановића у политичкој немилости, саветујући је да лично иницира оснивање сличног одбора при Удружењу књижевника Србије и да стави на дневни ред злоупотребу психијатрије у политичке сврхе  (Сага о ...ићима, четврти том, стр. 289, 290–292, 350, 379, 380, 383, 425, 431, 661, 786, 787, 661–665, 787–788).
У исто време је слична документација достављена академицима Добрици Ћосићу, Драгославу Михаиловићу, Бориславу Михајловићу Михизу, Мићи Поповићу, Михајлу Ковачевићу и другим појединим члановима САНУ, са подацима о бројним случајевима кршења људских права, с предлогом да и САНУ оснује одбор за одбрану људских права, уз напомену да су подаци за најмање петину жртава политичких прогона за које се залагао потоњи Одбор за одбрану слободе мисли и изражавања, том одбору достављено или усмерено од Томислава Крсмановића   (Одбор за одбрану слободе мисли и изражавања, Саопштења и други документи, Коста Чавошки (прир.), Службени гласник, 2009; Владимир Марковић, стр. 66, 45, 73, 346, 347, 348, 349, 478, 479, 480, Бранка Милошевић, стр. 79, 348, Радомир Марковић, стр. 79, 348, Драгомир Драгичевић, стр. 79, 80, заједно са Драгославом Михаиловићем академиком, Милисав Живановић, стр. 66, 77, 78, 80, 81, 162, 345, 346, 349, 350, 351, 352, 478, 479, 480, Радисав Живановић, стр. 351, Радомир Вељковић, стр. 67, 78, 80, 81, 162, 163, 347, 352, 353, 424, 480, Драган Вељковић његов брат, стр. 352, Божидар Боричић, стр. 80, Слободан Живковић, стр. 80, Вијекослав Наглић, стр. 80, Миленко Рибић, стр. 100, 101, Томислав Крсмановић, стр. 107, 343, 451, 477, Доброслав Парага, стр. 120, 153, 154, 155, 227, 231, 259, 262, 392, 398, 399, 400, 01, 454, 457, Драгомир Остојић, стр. 287, 288, Брано Туцо, стр. 291, 292, Данило Крстајић, стр. 298, 299, Голуб Бакић, стр. 345, 346, Злоупотреба психијатрије у политичке сврхе, стр. 341–358, Аспазија Лега, стр. 349, Ђорђе Симичић, стр. 353, 354, 480, Душан Ћетковић, стр. 354, 355, 356, 357, Бајрам Ајети, стр. 356, 357 [„људи коју су нам се пожалили доставили су нам опсежну документацију која обухвата случајеве злоупотребе психијатрије над више десетина лица“], 433–435, 438, Божидар Тодоровић, стр. 452, Злоупотреба психијатрије, стр. 477–480. Докази да су ове особе усмерене ка Одбору за одбрану слободе мисли и изражавања налазe се на страницама Саге о ...ићима, четврти том, и у Архиву Одбора за одбрану слободе мисли и изражавања, САНУ, Кнез Михаилова број 35, 11000 Београд). 
Академици Никола Милошевић и Неца Јованов ставили су активистима Покрета за заштиту људских права на увид своја виђења политичких репресија у тадашњој Југославији. Академик Неца Јованов дословце је јавно предочио: „Постоје две врсте репресије, видљива, која се лако идентификује и којој је лакше пружити отпор, и тиха, невидљива, која је тежа по последицама. Реч је о репресији над људским духом и стваралаштвом. У нашем друштву нема отпора овој тихој репресији, која траје дуго, и чије су последице погибељне у свим сферама“, што је било у сагласју са ставом Покрета за заштиту људских права о природи политичке репресије  (Одбор за одбрану слободе мисли и изражавања, Саопштења и други документи, Коста Чавошки (прир.), Службени гласник, 2009, стр. 447. Такође, Никола Милошевић је јавно саопштио да се користи парапсихологија).
Успостављени су контакти са Милованом Ђиласом, због чега су поједини активисти били лишавани слободе  (Сага о ...ићима, четврти том, стр. 52–56, 87,91, 99,108, 113, 170, 218, 222, 378, 384, 414, 675–677, 967).
Уследила је сарадња са познатим неуропсихијатром др Веселином Савићем, који је потом постао председник Покрета за заштиту људских права  (Сага о ...ићима, четврти том, стр. 161, 251, 267, 268, 271, 307, 311, 326, 431, 524, 525, 686, 673–685, 677, 684, 741, 829–831, 964, 967, 1449).
Током 1986. године сазнало се за Меморандум САНУ. Покрет за заштиту људских права се у то време залагао за конкретне појединачне жртве прогона, а мање је био окренут правима српског народа као ентитета када се радило о Косову, Хрватској, Босни и Херцеговини и бујајућим трендовима у Југославији на штету Србије. Сарадници Покрета за заштиту људских права, међу њима и универзитетски професор Мирослав Радовановић, лично угрожени, као и њихови блиски, обраћали су се академицима САНУ дописима о стању у земљи који су били идентични ставовима из Меморандума САНУ, и то пре него што се он појавио, поводом кризе, слабљења економске снаге земље, дезинитеграционих процеса, људских права и раста свакојаких облика репресије – али без конкретног изјашњавања о све тежем положају српског народа као ентитета у тадашњој Југославији. 
У својим ставовима припадници Покрета за заштиту људских права саопштавали су да се о томе о каквом се наводном великосрпском национализму може говорити када је реч о фамозном Меморандуму САНУ,  ваљан утисак може стећи увидом у сличне пројекте појединих нација из састава бивше Југославије, који су заговарали шовинистичке аспирације на штету српског народа. Потоњи догађаји до данашњих дана доказали су да су аутори Меморандума били у праву, њихове црне слутње о будућности српског народа показале су се као исправне – закључак је чланова Савета Покрета за заштиту људских права (https://www.helsinki.org.rs/serbian/doc/memorandum%20sanu.pdf). 

## Ставови о месту Србије у свету
Ова скупина бораца за људска права која је присутна у јавности од 1. марта 1975. године ипак је заузимала изнијансираније становиште – а то је прагматична геополитика Србије незамерања и политичке учтивости у односима са великим западним силама. У исто време Покрет истиче потребу за економском сарадњом и на другим нивоима са Русијом и Кином, што је у складу са данашњом званичном политиком државе Србије  (Сага о ...ићима, шести том, 2005–2017, http://enlite.org/sage/6.pdf, Антисемитизам, кукавичје јаје подметано Србима, стр. 1954–1956, О чему се ради са Југославијом и Америком, стр. 1956–1962, https://liberty-intl.org/2020/03/did-the-nato-bombs-in-1999-cause-a-cancer-pandemic-in-serbia/).
Према Покрету за заштиту људских права, нaрод Србије је приликом завођења вишестраначја почетком 90-их година очекивао пријем у ЕУ. Упркос обећању, од пријема није било ништа. Грађани Србије су огорчени предусловом за пријем Србије у ЕУ – да Србија прво призна независно Косово. То доживљавају као понижавање и политичку неозбиљност, јер ЕУ добро зна да Србија никад неће признати независно Косово. Значи, другим речима, ЕУ поручује Србији да од пријема у ЕУ нема ништа. У својим анализама Покрет за заштиту људских права саопштава да је Балкан постојбина јудео-хеленске цивилизације – значи Европе. Ко то на Балкану ствара празан простор за ривале, питају се они  (Сага о ...ићима, шести том, стр. 3211).
Тада Косово није било у довољној мери у фокусу њихових активности, јер су се превасходно бавили појединачним случајевима и самоодбраном, али су се повремено оглашавали и о Косову  ( Сага о ...ићима, четврти том, стр. 933–934).
Амерички либертаријанац Стивен Браун 1. јуна 1997. године проглашен је за почасног члана Покрета за заштиту људских права. 
Почетком 90-их година познати београдски публициста Милош Богдановић био је наименован за генералног секретара, др Љубиша Благојевић, универзитетски професор у Француској, за потпредседника Покрета за заштиту људских права, чланови Савета Покрета били су: Душан Вуковић, Голуб Бакић, Мирослав Костић, др Љубомир Протић, Живојин Бузанкић, Миле Димитријевић, Букумира Урош, Милић Станковић од Мачве, Рибић Миленко, Петар Бјелановић, Ранко Миловановић, Илија Илијевски, Драгољуб Игњатовић, Владимир Марковић, Божидар Тодоровић, Радомир Вељковић, др Мика Андрић, Васић Раде, Мирослав Варшек, Вибок Јанош, Доброслав Парага, Глувић Томислав, Јован Гуцић, Млађа Димитријевић, Милан Димитријевић, Небојша Ђелошевић, Јенеи Ружа, Химзија Кријешторац, Данило Крстајић, Лукић Јован, др Драгиша Мијатовић, Звездан Миливојевић, Момчило Опарница, Мишо Опарница, Михајло Павлица, др Бранислав Павловић, Никола Познић, Душан Покорни, др Мирослав Радовановић, Душан Стангачиловић, Милутин Станковић, Душан Стефановић, Драган Стефановски, Ђорђе Стојановић, др Обрен Цицовић, Миладин Шаловић, Жарко Арсић, Душанка Бојичић, Оливера Бошњак, Вељко Вукотић, Душан Грујић, Милиша Дакић, Вука Ћермановић, Аким Ђилас, др Миша Ђурић, Милан Живковић, Слободан Живковић, Миодраг Јефтић, Михајло Крстић, Раја Максимовић, Славољуб Милошевић, Љубодраг Ранковић, Мирослав Хрњичек, Ђорђе Нешковић, Иван Прекајски, др Бора Савић  (Сага о ...ићима, пети том, стр. 71,75, 86, 117, 398, 399, 400, 466, 467, 503, 504, 507, 521, 522, 565, 566, 567, 568, 571, 572, 574, 575, 576, 578, 579, 610, 611, 613, 614, 618, 619, 627, 628, 642, 643, 644, 649, 658, 669, 718, 757, 758, 760, 839, 893, 894, 1244)

## Просветитељска улога
Један од кључних постулата и стратешких циљева Покрета за заштиту људских права још од његовог настанка јесте просвећивање припадника државног поретка да увиде мањкавости званичне политике, када је реч о поштовању закона и људских права. И да утичу да дође до поправки  (Сага о ...ићима, четврти том, стр. 848–850, 19. децембар 1987. године, Комитет за заштиту људских права, кадровској комисији Централног комитета СКЈ, Когнитивна дисонанца – Смењивање функционера, чување status quо). 
Сарадници Покрета за заштиту људских права упознавали су јавност са кршењем права запослених  (Сага о ...ићима, четврти том, стр. 152–158, 292–295, 480–483, 1084–1086, Сага о ...ићима, пети том, стр. 239–248). Све су више обавештавали јавност о репресивним поступцима поретка  ( Сага о ...ићима, четврти том, стр. 761–770, 777–780, 816–817, 853, 1000, 1001, 1002, 1006–1026, 1057–1058, 1186, 1187, 1197, 1189, 1192)
Суштинска порука Покрета за заштиту људских права јесте да је првенствени узрок кризе у Србији и Југославији непостојање институција правне државе  (Сага о ...ићима, четврти том, стр. 761–770, Сага о ...ићима, пети том, стр. 165–167, Сага о ...ићима, шести том, стр. 163–165, 1019–1025).
Осамдесетих година Покрет се придружио захтеву да се укине злогласна клаузула МПП – морално политичке подобности  (Сага о ...ићима, четврти том, стр. 920–924, 1134–1137).
Временом, Покрет за заштиту људских права изјашњавао се о реформи усмереног образовања  (Сага о ...ићима, пети том, стр. 276–293, 831–833), исказивао забринутост због опадања стопе наталитета, ремећења односа међу половима и распада породица  (Породица у синџирима, Сага о ...ићима, пети том, стр. 845–855). Залагали су се за подршку дијаспори и сарадњу са њом  (Људска права – црна рупа, Ведес, Београд, 2006, стр. 221–223, 223–224). Изјашњавали су се о инструментализацији медицине у сврхе друштвене контроле  (Сага о ...ићима, пети том, стр. 210–225) и својинској трансформацији  (Сага о ...ићима, пети том, стр. 597–606).
Покрет за заштиту људских права трудио се да јавност обавештава о злоупотребама криминализованих сегмената власти (Сага о ...ићима, пети том, стр. 531–544, 1595–1600).
Поредак је спровео сурову одмазду над оснивачима и активистима ове у почетку неформалне групе. Циљ је био да њиховим примером буду други застрашени  (Сага о ...ићима, четврти том, стр. 502–504, 1050, 1157, 1158).
Сарадници Покрета за заштиту људских права штрајковали су глађу у знак протеста у више наврата  (Сага о ...ићима, пети том, стр. 165–166; четврти том, стр. 835, 941–946). 
Покрет за заштиту људских права је 31. маја 1992. године публиковао Манифест  (Сага о ...ићима, четврти том, стр. 1442–1446). 
У тадашњој непробуђеној Југославији било је распрострањено уверење да још нису били зрели услови за ефикасну одбрану од тираније  (Сага о ...ићима, трећи том, стр. 45,46,47, 48, 49, 50, 754, 755, 756, 757).

## Права мањина. Права већине.
С погоршавањем кризе крајем 80-их година и наилазећим ратовима у првом плану су се нашла политичка питања поводом етничких сукоба на Балкану, ратно право, права мањина, етнички сукоби. Спласнуо је интерес за дотадашњи корпус људских права, а масовно су се појавиле разне НВО у чијој су жижи биле другачије преокупације –међуетнички односи и права мањина  (https://srpcasopis.org/2018/12/05/tomislav-krsmanovic-o-srbima-i-susedima/, https://www.fioka.in/proza/%D1%82%D0%BE%D0%BC%D0%B8%D1%81%D0%BB%D0%B0%D0%B2-%D0%BA%D1%80%D1%81%D0%BC%D0%B0%D0%BD%D0%BE%D0%B2%D0%B8%D1%9B-4/, Сага о ...ићима, четврти том, стр. 1089, Сага о ...ићима, пети том, стр. 318, 318–368, 379–395, https://vidovdan.org/info/tomislav-krsmanovic-sta-o-srebrenici-mislim-kao-insajder, http://www.nspm.rs/srbija-i-crna-gora/povika-na-crnogorce-u-srbiji.html/).
У наилазећим узаврелим годинама председник Покрета за заштиту људских права постао је др Веселин Савић, неуропсихијатар, врло угледан интелектуалац, лични познаник Јосипа Броза Тита. Савет Покрета за заштиту људских права је касније именовао за свога председника др Јанеза Ругеља, словеначког психијатра, у свету добро познатог између осталог и по томе што је председнику Русије Горбачову предложио пројекат како да разреши питање алкохолизма  ( Сага о ...ићима, четврти том, стр. 1327–1330). 
У међувремену политичка клима у свету драстично се мењала, СФРЈ је почела другачије да се доживљава и убрзано је падала у политичку немилост великих западних сила. 

## Подршка ставовима Покрета за заштиту људских права
Челници Покрета за заштиту људских права све чешће су добијали отворену и снажну подршку појединих међународних организација, па и Унеска, тела за људска права ОУН, све до влада појединих западних држава  (Сага о ...ићима, четврти том, стр. 331, 345, 346, 430–432, 433, 434–435, 450, 452, 468, 469–471, 571, 691, 692, 715, 739–741, 744–753, 837, 931, 1027, 1227, 1228, 1257, 1268–1270; Сага о ...ићима, пети том, стр. 189–190).
Покрет за заштиту људских права био је све разапетији између борбе против неоснованих прогона поретка и све веће изолације и падања Југославије, а потом Србије, у немилост међународне заједнице, која је кулминирала бомбардовањем 1999. године и санкцијама све до данашњих дана. Трудио се да објасни контрадикторну ситуацију – да дубока криминализована држава изнутра слаби формални поредак, тј. државу. А у исто време Србију су понеки слабили и оспоравали и споља. 

## Избори
Са искуством из вишестраначких избора почетком 90-их година, иступали су са ставом да су избори били нерегуларни  ( Сага о ...ићима, четврти том; Тајна завера Југославије против Југославије, из дана у дан. Виђено, изнутра од инсајдера, стр. 1262–1266). 
Од тада до данашњих дана председник Покрета за заштиту људских права је Томислав Крсмановић, који је као кандидат за председника Србије учествовао на нелегалним председничким изборима 1990. године  (потврда Републичке изборне комисије од 14. новембра 1990; Сага о ...ићима, четврти том; Тајна завера Југославије против Југославије, из дана у дан. Виђено, изнутра од инсајдера, стр. 1257–1265, 1491–1498).
Покрет за заштиту људских права је делимично подржавао захтев да избори буду бојкотовани због драстичног непоштовања изборних слобода, али је учествовао на изборима да би добио медијски простор да јавност упозна са својим програмом и стањем људских права у земљи, да би барем мало изашао из скоро тоталне медијске блокаде. Јавност је тек понешто сазнавала о активностима ове организације  (Сага о ...ићима, четврти том; Тајна завера Југославије против Југославије, из дана у дан. Виђено, изнутра од инсајдера, стр. 872, 1122).
Са вишегодишњим политичким искуством, Покрет за заштиту људских права покушао је да уједини ванпарламентарну опозицију иницирајући СВО – српску ванпарламентарну опозицију  (Сага о ...ићима, пети том, стр. 745–747, 778–779, 894–897, 1024–1025). 
Влада је 21. јануара 1999. прогласила Покрет за заштиту људских права за страног плаћеника, 13. новембра 1999. године представници Покрета присуствовали су Сентандрејском сабору у Будимпешти, 31. децембра исте године ставили су на увид јавности свој Годишњи извештај о стању људских права у Србији и Црној Гори 1999. године, активиста Покрета за заштиту људских права др Миша Ђурић, председник Независног синдиката пензионера, у саопштењу је тврдио да се спроводи тихи геноцид пензионера  (Сага о ...ићима, пети том, стр. 762–763, 773, 897–900, 913–986, 1244–1245).
Покрет за заштиту људских права редовно се оглашавао поводом значајних догађаја, привлачећи пажњу јавности на све тежи положај избеглица. Ставио је на увид Анализу узрока кризе, изјаснили се о крађи беба и све горем стању у здравству Србије, да и даље опстаје заплена преписке, да се и даље скрива број политичких затвореника, публиковали су Извештај о стању људских права у 2001, апеловали на слогу балканских народа, упознали јавност с преписком са Унеском, обратили се патријарху Павлу са молбом за пријем, предочили да је нови Закон о пререгистрацији уперен против аутентичних опозиционих снага  (Сага о ...ићима, пети том, стр. 1279, 1280, 1281–1286, 1306–1324, 1287–1291, 1339, 1340–1349, 1443, 1444, 1455, 1456, 1465–1469). 
Покрет за заштиту људских права је наставио да упозорава преплашену јавност да је насиље криминализованих сегмената друштва добило на интензитету и распрострањености  (Сага о ...ићима, пети том, стр. 1498–1503, 1538–1539, 1573–1592).
Грађани су покренули петицију да председник Покрета за заштиту људских права Томислав Крсмановић буде наименован за омбудсмана  (Сага о ...ићима, пети том, стр. 1405–1409). 

## Сарадња са НВО ИСИЛ
У том периоду Покрет за заштиту људских права је успоставио богату сарадњу са међународним друштвом за индивидуалне слободе ISIL-ом, чије је седиште је у Сан Франциску  ( www.isil.org, касније: https://liberty-intl.org/; Сага о ...ићима, четврти том, стр. 1455–1465). Томислав Крсмановић је марта 1999. године добио значајно признање ISIL-a – Bruce Evoy Memorial Award у Kопенхагену  (Сага о ...ићима, пети том, стр. 792–800; The Adventures of Jonathan Gullible, https://www.jonathangullible.com).
Професор државног Универзитета на Хавајима Кен Скуланд, тадашњи председник ISIL-а и пређашњи саветник председника САД Буша Старијег био је у посети Томиславу Крсмановићу у завичају, у селу Узовница код Љубовије, од 23. до 26. јула 2005. године  (Сага о ...ићима, шести том, стр. 215–235).

## Дигитализација и људска права
С појавом личних рачунара и интернета активности Покрета за заштиту људских права су настављене, али су се усмериле ка друштвеним мрежама и интернету. Покрет за заштиту људских права био је присутан на друштвеним мрежама преко свога форума Људска права, преко својих сајтова и касније на преко интервјуа на Youtube  (Bela knjiga o smetnjama u upotrebi telekomunikacija i interneta, http://enlite.org/Toma/Bela_kniga_O_opstrukcijama_telekomunikacija_i_interneta.pdf).
Психијатри Покрета за заштиту људских права изјашњавали су се о специфичној психологији осионих насилника из редова дубоке државе  (https://dereksiz.org/brod-ludaka-e-s-e--uvodnarazmatra--a.html).
До извесне медијске деблокаде дошло је услед међународне подршке, било је и међународних признања, сарадње са ISIL-ом, чему су допринели и подаци које су обзнанили професор Коста Чавошки и др Срђа Цветковић у својим књигама и научним анализама.
Покрет за заштиту људских права, у почетку неформално дружење бораца за људска права, након тога удружење грађана, да би 1992. године постао политичка странка, данас опстаје као врста НВО (удружење грађана). 

## Сурвивализам
Од почетка свог ангажмана био је састављен махом од јавних прегалаца који су се удружили да би се заштитили од ускраћивања својих грађанских права. Временом се та иницијална интенција деформисала у ширу борбу за духовни и демократски препород. 
Међу онима који су усмеравали интенције и активности, најраспрострањеније виђење било је да је тадашња Југославија била тоталитарна комунистичка држава на челу са КПЈ – Комунистичком партијом Југославије, и да у њој, упркос званичном раскиду са СССР-ом, до кога је дошло 1948. године, и даље опстају недовољно видљиве везе са бољшевичким безбедносним службама као што су НКВД и ЧЕКА. 
Овакво претпостављено уверење појачало се након открића да је у Југославији била распрострањена злоупотреба психијатрије у политичке сврхе, по чему је био нарочито познат Совјетски Савез (уз напомену да је у међувремену светска јавност сазнавала да сличне злоупотребе постоје и ван лагера комунистичких држава).
Након распада СФРЈ, бомбардовања Југославије 1999. године и увођења санкција преовладало је убеђење да су Србија и земље из састава бивше Југославије, као и суседне државе, пале под доминантан утицај САД и великих западних држава.
Све време свог постојања покрет се обраћао страним изворима лоцираним у западној хемисфери жалбама на повреде права, али тек пошто би исцрпли све интерне могућности обраћања  (трећи том, стр. 476, oun, 1103, str. krist fon kol, str. 965, 1102-menkaci, str 133, oun, tom 4, ai-222,231, 393, 454, 522, 587, 613, 715, 757, 892, 979, amb zambije str. 1087, amb sad str. 1227, amb sv stol 1228, aer posm odbor str. 469,470 apa str 331, 345, 346, 420, 433,451, 452,468, 487, 571, braun stev 1459, 1461, virandra ind, 95, h visocki, str. 345,346 elarijaga huan, 222, enriko josif, 211, ibara 223, isil-684, 1455, 1456, 1457, 1458, 1459, 1460,1461, 1462, 1463 dr kun asoc psih svajc, 514, mota amb ѕamb, 238, nasa rec-211, 212, 249, 485, 486, 643, 713 nova revija ljub, 781 pic, str. 269, isil 1456, rafaeli, str. 635 sapš- 10,430, 691, 692, 837 siel 28,29, 305 skuland ke, 1459, 1462, 1463, vikt stegic, 635 unesco 623, 739, fon kol 222, fk cent 636, freedom house 730 halupa gustav 222, 269, haton dѕutit 1459, hadѕiprodramidis, 269, hadѕi ristic, 269, hubeni 222, 269, caling 222, svabic, 222, f sulcinger 692. Tom 5- amb sad 31, apa, 31, amb franc 83, 109, 110 trud blomsoj-51,32, 35, 104, 199, 456, 457, 467, 468, 481–483, 528–530 branden 450, 451, 455, 456 bruce evoz memorail ward 7, 30, 787, 793, 794, 795, 796, 707 gacwer merlu, 34, 35, 466, 469, 650, 652, 654, 655, 656, 659, 718, 791, 792, evoj brus, 299, 305, 723, 724, 725 isil- ISIL, San Francisko 7, 26, 27,30, 32, 33, 34, 35, 36, 102, 148, 269, 299, 305, 308, 314, 398, 424, 425, 445, 447, 448, 458,459, 466, 467, 478, 479, 480, 501, 502, 522, 526, 530, 562, 594, 611, 643, 663, 664,665, 728, 786, 787, 788, 790, 791, 792, 793, 794, 795, 796, 7979, 798, 863, 864, 902, 269, 718,1509, 1510, 1511,1512, 1513, 1514, 1562, 1620, 1621, 33, 34, 102, 305.308, 310, 311, 464, 466, 469, 529, 649, 662, 718, 723, 790, 791 36, 51, 145, 309, 372, 414, 425, 426, 449, 460, 479, 529, 543, 607, 608,619, 643, 656, 665. 7, 34, 36, 145,
299, 300, 307. 308, 309, 310, 311, 372, 396, 397, 425, 447, 458, 460, 472, 473, 474, 475,477, 479, 480, 483, 529, 530, 596, 611, 643, 644, 653, 657, 659, 681, 718, 720, 993, 1002,1214, 1620, 672).
Временом се у гибањима ове асоцијације за људска права препознавала, као све присутнија, прагматична геополитичка опција спољне политике Србије – учтиве дипломатије и незамерања великим западним силама, уз рационално балансирање политичких и економских односа са Кином и Русијом  (Сага о ...ићима, шести том, стр. 1633, 1642, 1658–1663, 1686, 1688, 1951–1954, 1954-1956, 1956–1962, 1991–1993, 1999, 2003, 2051–2063). 
Све до данашњих дана Покрет за заштиту људских права у границама својих врло скромних могућности бави се упознавањем јавности са стањем људских права у Србији и региону  (Сага о ...ићима, шести том, стр. 968, 1058–1062, 1240–1242; Томислав Крсмановић, Казнена психијатрија 1975–2001. Ко овде луд?, Ведес, Београд, 2004, стр. 198–207; Сага о ...ићима, четврти том, стр. 786–788).

## Улога Покрета за заштиту људских права данас
Покрет за заштиту људских права је присутан у јавности све до данашњих дана  (Сага о ...ићима, шести том, стр. 117–118, 785, 913, 946–948, https://www.linkedin.com/search/results/all/?keywords=tomislav%20krsmanovic&origin=HISTORY&sid=wPc. 
Дана 17. фебруара 2022 године Друго основно јавно тужилаштво је пред Центром за социјални рад Општине Раковица покренуло поступак да Томислав Крсмановић буде насилно смештен у психијатријску установу и лишен пословне способности због кривичне пријаве поднете овом тужилаштву 16. децембра 2021, против органа Републике Србије и НН починиоца због кривичног дела убиство у покушају из члана 113. КЗ Србије (http://svetlost.org/pokusaj_ubistva.pdf).
Покрет за заштиту људских права данас се залаже за имплементацију демократских постулата правне државе, за свеколики препород и духовну ренесансу Србије, за помирење унутар српства, са геополитичким окружењем и за интеграцију у међународну заједницу народа и држава.